# Gente de barro
Gente de barro es una novela de ciencia ficción  escrita en 2002 por David Brin. Fue publicada en el Reino Unido con el título de Kiln People y fue distinguida con el segundo puesto, en cuatro galardones literarios a la mejor novela de Ciencia Ficción/Fantasía  de 2002: el Premio Hugo, el Premio Locus, el Premio John W. Campbell, y el Premio Arthur C. Clarke
En el mundo de la novela; la tecnología de vigilancia es un fenómeno generalizado, tal y como Brin desarrolla en su ensayo La sociedad transparente. Gente de barro también hace amplia referencia literaria y conceptual a dicha temática.

## Descripción del universo de la novela
La novela tiene lugar en un futuro en el que la gente puede crear duplicados de barro (llamadas "dittos" o golem de sí mismos. Los duplicados conservan todos los recuerdos del arquetipo o modelo hasta la fecha en que se realiza el duplicado. El duplicado dura aproximadamente un día, y la persona original (denominada en el libro "Archie", de "arquetipo", o "plataforma", de "original"), entonces puede elegir si desea o no cargar los recuerdos de sí mismo. La mayoría de dittos descargan sus memorias, por lo que su experiencia se engloba en la de sus "archie". La mayoría de la gente usa dittos para hacer su trabajo, ya que son asequibles incluso para los pobres. Muchos también utilizan dittos para experimentar placer que podría lastimar a una persona real. Los dittos se fabrican en muchos colores, que indican la calidad y la función prevista del duplicado. Un golem económico adecuado para el trabajo doméstico es de color verde, mientras que uno de calidad para las empresas es de color gris. Los de color ébano son dittos muy especializados, buenos en el análisis inteligente de datos; los de color platino son para uso exclusivo de los muy ricos, y se parecen mucho a las personas reales. Los dittos de color marfil se especializan en la recepción de placer y satisfacción sexual. Otros colores (como púrpura, rojo y amarillo) existen, pero rara vez se mencionan.

## Argumento
Albert Morris es un detective privado que utiliza dittos muy habitualmente. Sus dittos suelen ser creados con fidelidad; de hecho, tienen una tasa de fidelidad rara vez vista en el mundo de la novela. El libro comienza con un golem verde siendo perseguido por toda la ciudad por matones golem de Beta, una figura criminal culpable por violación de derechos de autor al secuestrar dittos y duplicarlos. El golem verde de Albert consigue ponerse a salvo, permitiendo a Albert descargar sus recuerdos y conocer el último plan de Beta. A la mañana siguiente, Albert crea tres dittos (dos grises y uno verdes) y los envía a hacer su trabajo del día. Después de cuatro horas de sueño, crea / imprime un ébano para ayudarle a trabajar en un caso.
Un gris se reúne con Ritu Maharal, la hija de Yosil Maharal (el creador original de los golem), uno de los fundadores de Hornos Universales (Reino Unido) que ha desaparecido en extrañas circunstancias. Yosil es descubierto más tarde muerto, y un gris de Albert se reúne con un golem superviviente de Maharal (o un fantasma, un golem que sobrevive después de la muerte del humano original), el cual se escapa, y cuando el gris va en su persecución, es capturado por el golem.
El segundo gris de Albert se involucra en un plan para infiltrarse en Hornos Universales para ver si están ocultando ilegalmente avances técnicos para el proceso de duplicación. Él es una víctima de fuerzas desconocidas, ya que en realidad llevaba una bomba a la fábrica del Reino Unido, pero se da cuenta a tiempo y logra reducir al mínimo el daño causado cuando explota.
El verde de Albert empieza a hacer las tareas que se le encomendaron, pero pronto muestra una falta de motivación para completar sus tareas asignadas y en su lugar se dirige a la playa. Una vez allí, decide que es una copia imperfecta de Albert, o un "Frankie" . Este es un acontecimiento sin precedentes en los golem de Albert debido a su destreza inusual en la creación de golem de decisiones. El verde decide no seguir haciendo las tareas domésticas, y reclamar su independencia. Aunque es una copia imperfecta de Albert, el verde ocupa un lugar destacado en la trama.
Mientras tanto, el Albert real se disfraza a sí mismo como un golem gris y se reúne con Ritu, que también está disfrazado de gris. En el camino para investigar la cabaña de Yosil, donde el científico excéntrico pasó gran parte de su tiempo, ambos son conscientes de un ataque a la casa de Albert. Poco después, Albert y Ritu terminan varados en el desierto después de un atentado contra su vida. Con el tiempo llegan a laboratorio secreto de Maharal laboratorio donde el primer gris se realizó. El Frankie verde también llega allí, antes de expirar.
El golem de Maharal ha construido un aparato que planea utilizar para elevarse a la divinidad, usando dos de los golem de Albert para amplificarse a sí mismo y la muerte de más de un millón de personas para alimentar su elevación. El verde y el verdadero Albert unen sus fuerzas para destruir el aparato y desactivar las armas biológicas que se han utilizado en un ataque contra una ciudad cercana. Sin embargo, la mente de Albert se eleva, dejando su cuerpo en un estado comatoso. A medida que el libro termina, Albert y el Frankie verde se ponen de acuerdo para cargar los recuerdos del verde en el cuerpo de Albert, para realizar la sustitución eficaz de la personalidad de Albert y con los recuerdos del Frankie: Albert asciende a un plano superior de existencia, y el Frankie llega a dirigir como propia la vida del Albert que él quería con Clara, en el cuerpo de Albert.

## Traducciones
- Alemán: Copy («Copia») 2005
- Ruso: Глина («Arcilla»), 2005
- Español: Gente de barro, 2002
- Hebreo: אנשי הכבשן («Gente del horno»), 2004
- Francés: Le Peuple d'argile («El pueblo de arcilla»)
- Japonés: キルン・ピープル (Kiln People, «Gente del horno»), 2007
- Húngaro: Dettó, 2009